# All Your Love
«All Your Love» («All of Your Love») — пісня американського блюзового гітариста Меджика Сема, випущена синглом у 1957 році на лейблі Cobra.

## Оригінальна версія
Після переїзду до Чикаго у віці 19 років, гітарист Меджик Сем підписав контракт з лейблом Cobra. Пісня була записана під час сесії приблизно у травні 1957 року в Чикаго (Іллінойс), в якій взяли участь Меджик Сем (гітара і вокал), Літтл Бразер Монтгомері (фортепіано), Мек Томпсон (контрабас) Віллі Діксон (контрабас) і Біллі Степні (ударні). Як стверджує Мек Томпсон, Сем написав пісню на основі «Lonely Avenue» Рея Чарльза і «It's All Your Fault» Лоуелла Фулсона.
Пісня була випущена у червні 1957 року лейблом Cobra на синглі з «Love Me With a Feeling» на стороні «Б» (продюсером виступив Віллі Діксон) і стала першим синглом для Сема, якому на момент запису було 20 років. У підсумку пісня стала знаковою в кар'єрі Сема.
У 1967 році Сем перезаписав пісню для альбому West Side Soul (Delmark, 1967) з гітаристом Майті Джо Янгом, піаністом Стокгольмом Слімом, басистом Ернестом Джонсоном та ударником Оді Пейном.

## Інші версії
Пісню перезаписали інші виконавці, зокрема Сон Сілс (1973), Кліфтон Шеньє для Out West (1974), Джиммі Джонсон і Лютер Джонсон, мол. (1975), Отіс Раш для Blues Live! (1975), Хіп Лінкчейн (1977), Літтл Смокі Смазерс (1979), Сіл Джонсон (1994), Меджик Слім для A Tribute to Magic Sam (1997), Ронні Ерл (2001), Коко Тейлор (2007), The Rolling Stones для Blue and Lonesome (2016).

## Визнання
У 2012 році пісня «All Your Love» в оригінальному виконанні Сема (Cobra, 1957) була включена до Зали слави блюзу в категорії «Класичний блюзовий запис — пісня».